# 伊瓦爾·雅各布森
伊瓦爾·亞爾瑪·雅各布森（瑞典語：Ivar Hjalmar Jacobson，1939年9月2日—），又譯伊萬·雅各布森，是一位計算機科學家與軟體工程師，在軟體工程領域有很大貢獻。曾參與設計统一建模语言（UML）、IBM-Rational统一过程（RUP）、Objectory方法，對於Aspect-oriented software development也做出很多貢獻。他創辦了Ivar Jacobson International公司。

## 生平
1939年生於瑞典于斯塔德（Ystad），1962年於查爾摩斯工學院取得電子工程碩士學位。1985年於斯德哥爾摩的皇家工学院取得博士學位，論文主題為大型即時系統的語言結構。

## 外部連結
- Ivar Jacobson International （页面存档备份，存于）
- 伊瓦爾·雅各布森部落格
- EssWork Website